# Projeto de Edgar Rocha Souza e Raul da Silva Vieitas para o Plano Piloto de Brasília
O Projeto de Edgar Rocha Souza e Raul da Silva Vieitas para o Plano Piloto de Brasília foi um dos projetos submetidos ao Concurso Nacional do Plano Piloto para a construção da nova capital do Brasil, realizado a partir de 30 de setembro de 1956, com critério de abranger o traçado básico da cidade e estrutura urbana.
O plano número 19 do arquiteto Edgar Rocha Souza e do engenheiro agrônomo Raul da Silva Vietas não esteve entre os sete finalistas. No entanto, devido a ausência do relatório, o próprio Edgar apresentou as trezes pranchas, exemplificando o modelo para a construção de seu plano piloto de Brasília. Além disso, também criticou a maneira como Lúcio Costa participou no concurso, com base no período do edital, e questionou a boa relação dele com Oscar Niemeyer, o que poderia ter influenciado na avaliação final.

## Contexto

### Inscrição para o concurso

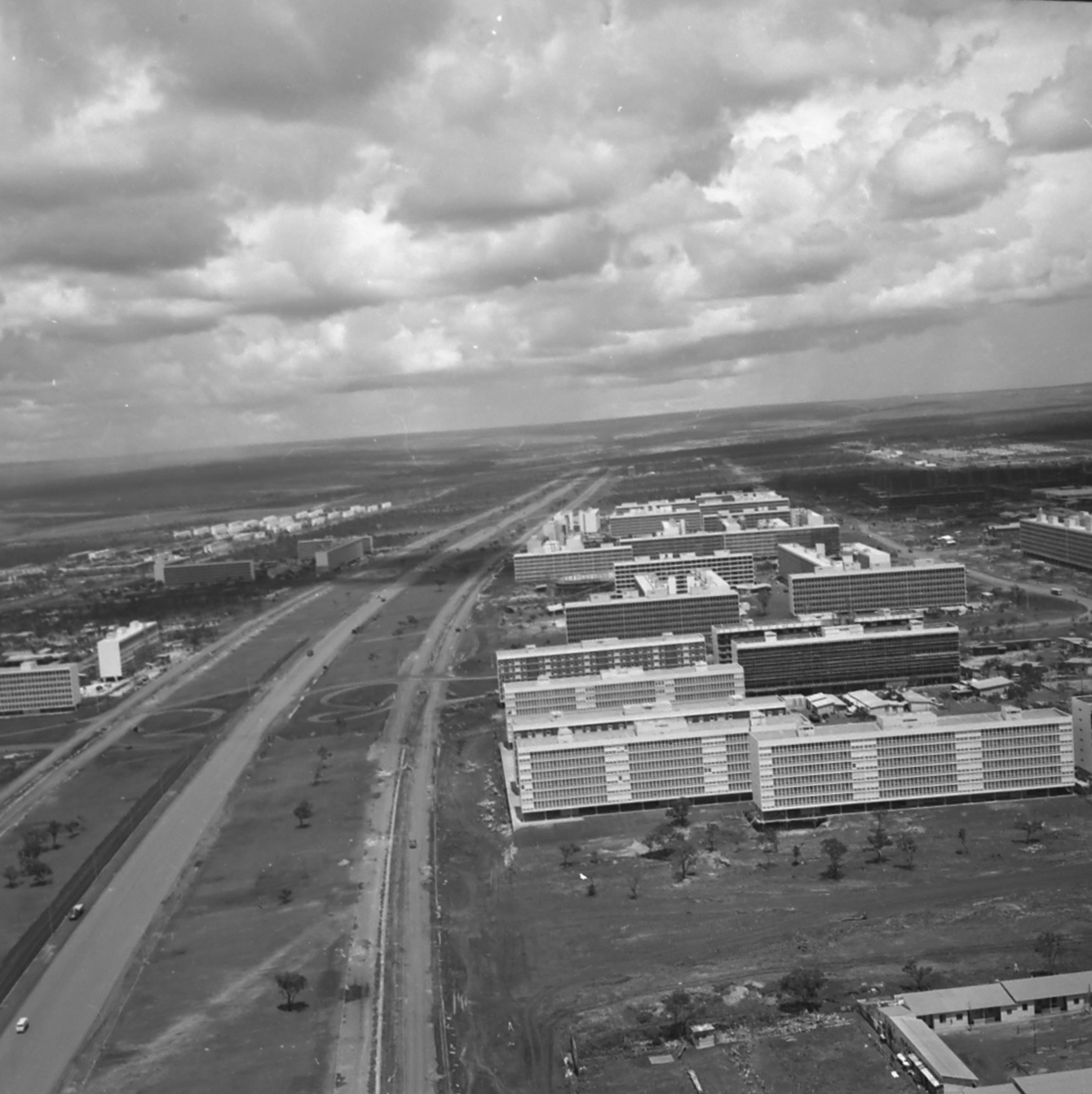
O concurso para o Plano Piloto de Brasília foi criado em setembro de 1956 visando a construção da nova capital federal que seria inaugurada em 1960.

Em 30 de setembro de 1956, o Diário Oficial da União publicou o edital do concurso de construção para o Plano Piloto de Brasília, sendo que o projeto deve abranger o traçado básico da cidade e características da estrutura urbana. Além disso, os concorrentes tiveram que apresentar elementos para evidenciar seus planos como: esquema cartográfico para a área do Distrito Federal, os cálculos e abastecimento de energia elétrica, água e transporte; programa de desenvolvimento da cidade, a estabilidade econômica da região, entre outros.
Somente profissionais como arquitetos, engenheiros ou urbanistas que puderam participar do concurso, sendo que o projeto teve que ser apresentado em até 120 dias (desde o dia de inscrição) e executado por meio de tinta e cópia heliográfica. Os autores do projeto que ficaram em primeiro, segundo, terceiro, quarto e quinto lugar foram premiados com um milhão de cruzeiros, quinhentos mil, quatrocentos mil, trezentos mil e duzentos mil, respectivamente.

### Plano de Rocha e Vietas
Devido a ausência do relatório nos acervos relacionados ao plano número 19, o arquiteto Edgar Rocha Souza apresentou trezes imagens da prancha – classificados em população, comunicações, Distrito Federal, plano diretor, centro administrativo, transporte Subterrâneo, tapete Verde, zona comercial, zona residencial dos funcionários, serviços auxiliares, vias públicas e serviços de utilidade pública – e explicou as razões de cada uma delas. Seu projeto, por outro lado, não esteve presente entre os sete finalistas.
Na primeira prancha, Edgar Rocha Souza comparou a população de alguns países como China e Estados Unidos e, fez a projeção que o Brasil teria uma quantidade de 300 milhões de habitantes num período de até cem anos. Na segunda, destacou-se as comunicações de rodovias e ferrovias para a criação da cidade, enquanto que a terceira foi uma proposta de uma zona de abastecimento e indústria leve para drenar a produção, uma vez que essa área de rodovias e ferrovias seria eficiente.
Na quarta prancha, mostrava o plano diretor, em formato de área verde, semelhante a obra do arquiteto Pedro Paulo de Mello Saraiva. Na quinta, foi apresentado o modelo da administração pública, onde se concentrava edifícios públicos e sua zona residencial, organizado para os funcionários do setor. A sexta prancha valorizava a existência de um transporte subterrâneo, enquanto que a sétima possui um "Tapete Verde" em formato de bumerangue, no qual estaria registrado monumentos da História do Brasil, inspirado na Torre Eiffel, em Paris.
A zona comercial foi apresentada pela oitava prancha, dividindo os quarteirões de comércio e alternativo; enquanto a nona referia-se aos funcionários, em relação ao distanciamento deles até o local de trabalho. A prancha dez mostrava os serviços auxiliares, seja por uma circulação específica ou subterrânea. A décima primeira tratava-se das vias públicas e o padrão das calçadas. Por último, as pranchas 12 e 13 concluía o projeto com os serviços de utilidade pública como água, energia elétrica, transporte coletivo, esgoto, definindo critérios técnicos e econômicos para o seu plano piloto.
Segundo Edgar, a sua participação no projeto foi por insistência do engenheiro agrônomo Raul da Silva Vieitas, uma vez que ele já possuía experiência com problemas urbanos. Além disso, o arquiteto também afirmou que Lúcio Costa não deveria ter sequer participado do concurso e questionou a relação dele com Oscar Niemeyer para a avaliação do plano.
| “ | Foi uma surpresa a escolha do projeto de Lúcio Costa. Eticamente, ele não poderia sequer participar. Primeiro, porque consta a entrega do seu plano, devido a pedidos insistentes, num período bastante posterior ao prazo estabelecido no edital. E depois, suas relações com Niemeyer eram amplas demais para que o julgamento fosse imparcial. Conta a 'lenda' que um dos responsáveis pela guarda dos projetos enquanto eles estavam expostos, viu Oscar Niemeyer entrar com Juscelino na sala, dirigir-se direto ao plano de Lúcio Costa e sair em seguida, sem voltar-se para qualquer outro projeto. O plano vencedor era bonito, e isso satisfazia o critério do júri e do "construtor" da nova capital Federal. Infelizmente, Brasília sofre por isso até hoje. | ” |
|   | — Edgar Rocha Souza, arquiteto. |   |